# طیف‌سنجی فراصوتی تشدیدی
طیف‌سنجی فراصوتی تشدیدی (به انگلیسی: Resonant ultrasound spectroscopy) یک روش آزمایشگاهی است که در علم زمین‌شناسی و مواد برای اندازه‌گیری ویژگی‌های اساسی موادی که دارای خاصیت کشسانی هستند، استفاده می‌شود. اساس این روش بر این استوار است که اجسام جامد دارای فرکانس‌های طبیعی هستند که در آن هنگام تحریک مکانیکی دچار ارتعاش می‌شوند. فرکانس طبیعی به خاصیت کشسانی، اندازه و شکل جسم بستگی دارد - RUS از این ویژگی جامدات برای تعیین تانسور الاستیک ماده استفاده می‌کند. مزیت بزرگ این روش این است که کل تانسور الاستیک از یک نمونه تک کریستال در یک اندازه‌گیری سریع به دست می‌آید. در فرکانس‌های کمتر یا عمومی‌تر، این روش به عنوان طیف‌سنجی صوتی تشدیدی شناخته می‌شود.

## تاریخچه
علاقه به مطالعه خواص الاستیک مواد از قرن هفدهم با اندیشمندان آن دوران آغاز شد، اما نظریه واقعی خاصیت کشسانی، که نشان می‌دهد ثابت‌های الاستیک یک ماده را می‌توان با اندازه‌گیری سرعت صوت در آن ماده به دست آورد، دویست سال بعد توسعه داده شد. در سال ۱۹۶۴، DB Frasier و RC LeCraw ز راه‌حلی که در سال ۱۸۸۰ توسط G. Lamè وH. Lamb محاسبه شده بود برای حل مسئله مستقیم استفاده کردند و سپس آن را به‌صورت گرافیکی بازگردانی کردند، که احتمالاً می‌توان آن را نخستین اندازه‌گیری RUS دانست. با این وجود، لازم بود جامعه ژئوفیزیک، که به تعیین ساختار داخلی زمین علاقه‌مند بودند، در حل مسئله معکوس مشارکت کنند. در سال ۱۹۷۰، سه ژئوفیزیک‌دان روش قبلی را بهبود بخشیده و اصطلاح «تکنیک کره تشدیدی» (RST) را معرفی کردند. یکی از آنها که از نتایج دلگرم کننده به دست آمده با نمونه‌های قمری هیجان زده شده بود، به یکی از شاگردانش این وظیفه را داد که روش استفاده از نمونه‌های مکعبی شکل را گسترش دهد. این روش که اکنون به عنوان روش تشدید موازی مستطیلی (RPR) شناخته می‌شود، توسط I. Ohno در سال ۱۹۷۶ توسعه داده شد. سرانجام، در پایان دهه ۱۹۸۰، A. Migliori و J. Maynard محدودیت‌های تکنیک را از نظر بارگذاری و اندازه‌گیری‌های الکترونیکی سطح پایین توسعه دادند و با W. Visscher الگوریتم‌های کامپیوتری را به وضعیت فعلی و نهایی خود رساندند که در حال حاضر با نام طیف‌سنجی فراصوتی تشدیدی (RUS) معرفی می‌شود.

## نظریه
ابتدا باید مشکل محاسبه فرکانس‌های طبیعی بر حسب ابعاد نمونه، جرم و مجموعه ای از ثابت‌های الاستیک فرضی (مسئله رو به جلو) را حل کرد. سپس باید یک الگوریتم وارونگی غیرخطی را برای یافتن ثابت‌های الاستیک از فرکانس‌های طبیعی اندازه‌گیری شده اعمال کرد (مسئله معکوس).

### کمینه سازی لاگرانژی
تمام اندازه‌گیری‌های RUS بر روی نمونه‌هایی انجام می‌شود که به‌صورت آزاد ارتعاش می‌کنند. از آنجا که یک راه‌حل تحلیلی کامل برای ارتعاشات آزاد جامدات وجود ندارد، لازم است از تقریب‌ها استفاده شود.
روش‌های اجزای محدود بر اساس تعادل نیروهایی که به یک المان حجمی کوچک اعمال می‌شوند عمل کرده و سپس پاسخ آن المان را محاسبه می‌کنند. از سوی دیگر، روش‌های بهینه‌سازی انرژی حداقل انرژی را مشخص کرده و به این ترتیب پیکربندی تعادلی جسم را تعیین می‌کنند.
در میان تکنیک‌های بهینه‌سازی انرژی، مینیمم‌سازی لاگرانژی در تحلیل‌های RUS بیشترین استفاده را دارد، زیرا این روش از نظر سرعت برتری قابل‌توجهی دارد (حدود یک مرتبه بزرگی سریع‌تر از روش‌های اجزای محدود است).
این روش با یک جسم به حجم V، محدود به سطح آزاد آن S شروع می‌شود. لاگرانژین بصورت زیر محاسبه می‌شود:
{\displaystyle L=\int _{V}(KE-PE)dV(1)}
که در این رابطه KE و PE به ترتیب چگالی انرژی جنبشی و چگالی انرژی پتانسیل است که از روابط زیر بدست می‌آیند:

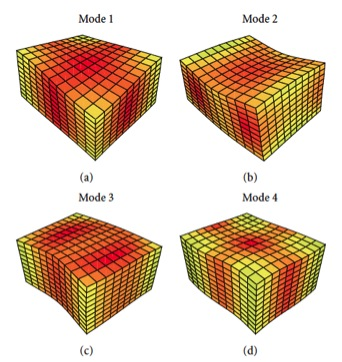
شکل۱: تصاویر رایانه‌ای از برخی حالت‌های عادی ارتعاشات برای یک نمونه موازی مستطیلی شکل.

{\displaystyle KE={\frac {1}{2}}\sum _{i}\rho \omega ^{2}u_{i}^{2}(2)} {\displaystyle PE={\frac {1}{2}}\sum _{i,j,k,l}c_{i,j,k,l}{\frac {du_{i}}{dx_{j}}}{\frac {du_{k}}{dx_{l}}}(3)}
در اینجا {\displaystyle u_{i}} مولفه i ام از بردار جابجایی است،{\displaystyle \omega } فرکانس زاویه ای وابسته به زمان،{\displaystyle C_{i},j,k,l} یک مولفه تانسور سفتی الاستیک و {\displaystyle \rho } چگالی است. اندیس‌های i,j... نشان دهند جهات در مختصات کارتزین هستند.
برای یافتن مقدار کمینه لاگرانژین، باید مقدار دیفرانسل L را به عنوان تابعی از u محاسبه کرد، مقدار دلخواه تغییرات u در V و S بصورت زیر محاسبه می‌شود:
{\displaystyle \delta L=\int _{V}{\Bigl \{}\sum _{i}{\Bigl [}\rho \omega ^{2}u_{i}-\sum _{j,k,l}c_{i,j,k,l}{\frac {\delta ^{2}u_{k}}{\delta x_{j}\delta x_{l}}}{\Bigr ]}\delta u_{i}{\Bigr \}}dV-\int _{S}{\Bigl \{}\sum _{i}{\Bigl [}\sum _{j,k,l}{\vec {n}}c_{i,j,k,l}{\frac {\delta u_{k}}{\delta x_{l}}}{\Bigr ]}du_{i}{\Bigr \}}dS(4)}
از آنجایی که {\displaystyle u_{i}} در V و S دلخواه است، هر دو عبارت دررون براکت باید صفر باشند. با قرار دادن اولین جمله برابر با صفر، معادله موج الاستیک به دست می‌آید. دومین عبارت درون براکت، بیانی از شرایط مرزی سطح آزاد است:{\displaystyle {\vec {n}}} بردار یکه نرمان واحد S است. برای یک جسم آزاد (همان‌طور که ما آن را فرض می‌کنیم)، عبارت دوم برابر با صفر است و می‌توان آن را نادیده گرفت.
بنابراین، مجموعه‌ای از {\displaystyle u_{i}} که شرایط ذکرشده قبلی را برآورده می‌کنند، جابه‌جایی‌هایی هستند که با {\displaystyle \omega } به‌عنوان یک فرکانس مد نرمال سیستم مطابقت دارند. این موضوع نشان می‌دهد که ارتعاشات نرمال یک جسم (شکل ۱) را می‌توان با استفاده از یک روش حساب تغییرات (در اینجا روش تغییراتی ریلی-ریتز که در پاراگراف بعدی توضیح داده شده است) محاسبه کرد تا هم فرکانس‌های مد نرمال و هم توصیف ارتعاشات فیزیکی را به دست آورد.
به نقل از ویشر، دستیابی به هر دو معادله از لاگرانژی پایه «یک خوش‌اقبالی ریاضی است که شاید در لحظه‌ای که قانون مورفی هوشیار نبوده رخ داده است.»

### روش تغییراتی ریلی-ریتز
اعمال کردن این رویکرد مستلزم بسط دادن {\displaystyle u_{i}} به مجموعه ای از توابع پایه مرتبط به هندسه جسم و جایگزین کردن آن در رابطه ۱و کاهش دادن آن به یک مسئله قطری سازی شده در قالب یک ماتریس N{\displaystyle \times }N (مسئله مقدار ویژه) است. نقاط تکین معادله لاگرانژین با حل این مسئله مقدار ویژه بدست می‌آید که به صورت زیر است:
{\displaystyle \omega ^{2}Ea=\Gamma a(5)}
که در این معادله {\displaystyle an} تقریب‌هایی از حرکت هستند که در یک مجموعه پایه کامل بسط داده شده‌اند، منظور از E انرژی جنبشی است و {\displaystyle \Gamma } از عبارت انرژی کشسانی به دست می‌آید. مرتبه ماتریس‌ها برای دستیابی به تقریب‌های مناسب حدود {\displaystyle 10^{3}}است.
رابطه شماره۵ فرکانس تشدید را با استفاده از مدول الاستیک محاسبه می‌کند.

### مسئله معکوس
مسئله معکوس استنتاج ثابت‌های الاستیک از طیف اندازه‌گیری‌شده تشدیدهای مکانیکی راه‌حل تحلیلی ندارد و باید با روش‌های محاسباتی حل شود. برای روش غیر مستقیم، یک طیف فرکانس تشدید اولیه،{\displaystyle f_{n}^{cal}} (... ,n=۱٬۲) با استفاده از مقادیر تخمینی برای ثابت‌های الاستیک و ابعاد و چگالی نمونه شناخته‌شده محاسبه می‌شود. اختلاف بین مقدار طیف فرکانس تشدید محاسبه شده و اندازه‌گیری شده، {\displaystyle f_{n}^{mea}} (... ,n=۱٬۲) با استفاده از تابع عدد شایستگی صحت سنجی می‌شود،
{\displaystyle F=\sum _{n}w_{n}(f_{n}^{cal}-f_{n}^{mea})^{2}(6)}
که در این رابطه {\displaystyle w_{n}}  (... ,n=۱٬۲) ضرایب وزنی هستند که نشان‌دهنده میزان اطمینان به اندازه‌گیری‌های منحصربه فرد تشدید هستند. سپس، با استفاده از نرم‌افزار رایانه‌ای توسعه‌یافته برای این فرایند، با تنظیم مقادیر تمام ثابت‌های الاستیک، تلاش می‌شود تا تابع F به حداقل مقدار ممکن برسد.

## اندازه‌گیری

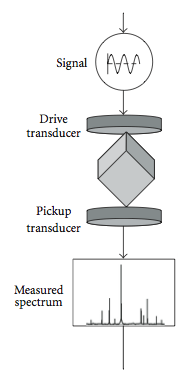
شکل۲: نمای کلی دو مبدل طیف‌سنج فراصوت تشدیدی

رایج‌ترین روش برای شناسایی طیف تشدید مکانیکی در شکل ۲ نشان داده شده است، جایی که یک نمونه کوچک به شکل متوازی‌السطوح به‌صورت دقیق بین دو مبدل پیزوالکتریک نگه داشته می‌شود. یکی از مبدل‌ها برای تولید موج الاستیک با دامنه ثابت و فرکانس متغیر استفاده می‌شود، در حالی که دیگری برای شناسایی تشدید نمونه به کار می‌رود. هنگامی که محدوده‌ای از فرکانس‌ها جاروب می‌شود، تعدادی از پیک‌های تشدید ثبت می‌گردد. موقعیت این پیک‌ها در فرکانس‌های طبیعی (که از آن‌ها ثابت‌های الاستیک تعیین می‌شوند) رخ می‌دهد و ضریب کیفیت Q (که نشان‌دهنده باریکی تشدید است) اطلاعاتی دربارهٔ اتلاف انرژی الاستیک بدست می‌دهد.
برخلاف اندازه‌گیری‌های فراصوتی مرسوم، در روشی که نمونه به تشدید در می‌آید، نیازی به اتصال قوی بین مبدل و نمونه نیست، زیرا نمونه به‌عنوان یک تقویت‌کننده طبیعی عمل می‌کند. بلکه با به حداقل رساندن اتصال بین آن‌ها، می‌توان به تقریب خوبی از شرایط مرزی سطح آزاد دست یافت و ضریب کیفیت Q را نیز حفظ کرد. برای اندازه‌گیری‌های حالت دما-متغیر، نمونه بین انتهای دو میله بافر قرار می‌گیرد که نمونه را به مبدل‌ها متصل می‌کنند (شکل ۳)، زیرا مبدل‌ها باید در دمای اتاق نگه داشته شوند. اما در مورد فشار، محدودیتی در حدود چند بار وجود دارد، زیرا اعمال فشارهای بالاتر باعث کاهش کیفیت تشدیدهای نمونه می‌شود.

### نمونه ها

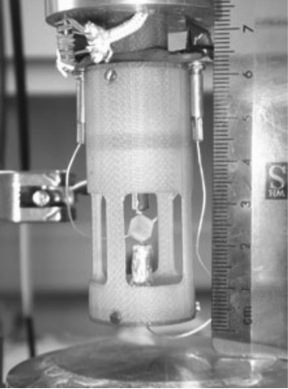
شکل۳: نمونه مونتاژ شده برای یک اندازه‌گیری دما-متغیر طیف‌سنجی فراصوتی تشدیدی

طیف‌سنجی فراصوتی تشدیدی (RUS) می‌تواند برای طیف گسترده‌ای از اندازه‌های نمونه به کار رود، با حداقل اندازه‌ای در حدود چند صد میکرومتر. با این حال، برای اندازه‌گیری خاصیت الاستیسیته مواد معدنی، معمولاً از نمونه‌هایی با اندازه بین ۱ میلی‌متر تا ۱ سانتی‌متر استفاده می‌شود.
نمونه، چه یک مجموعه پلی‌کریستالی کاملاً متراکم باشد یا یک تک‌بلور، به شکل مستطیلی ماشین‌کاری می‌شود. از نظر تئوری، می‌توان از هر شکلی برای نمونه استفاده کرد، اما استفاده از تشدیدگرهای متوازی‌السطوح مستطیلی (RPR)، کروی یا استوانه‌ای (با صرفه‌جویی کمتر در زمان محاسبات برای استوانه‌ها) به‌طور قابل‌توجهی زمان محاسبات را کاهش می‌دهد.
با توجه به این که دقت اندازه‌گیری به‌طور مستقیم به دقت در آماده‌سازی نمونه بستگی دارد، اقدامات احتیاطی زیادی انجام می‌شود، برای مثال: نمونه‌های متوازی‌السطوح مستطیلی (RPR) به گونه‌ای آماده می‌شوند که لبه‌ها با جهات بلوری موازی باشند؛ در مورد استوانه‌ها، محور استوانه فقط می‌تواند با محور تقارن نمونه هم‌تراز شود. روش RUS به ندرت برای نمونه‌های با تقارن پایین استفاده می‌شود و برای نمونه‌های همسانگرد، هم‌ترازی اهمیتی ندارد. برای نمونه‌های با تقارن بالاتر، مناسب است که لبه‌هایی با طول‌های مختلف وجود داشته باشد تا از ایجاد تشدیدهای تکراری جلوگیری شود.
اندازه‌گیری‌ها روی تک بلورها نیازمند جهت‌گیری محورهای بلوری نمونه با لبه‌های RPR است تا از محاسبه جهت صرفه نظر شود و فقط با مدول‌های الاستیک سروکار داشته باشد.
نمونه‌های پلی‌کریستالی باید به‌صورت ایده‌آل کاملاً متراکم، بدون ترک و عاری از جهت‌گیری ترجیحی دانه‌ها باشند. نمونه‌های تک‌بلور باید فاقد عیوب داخلی مانند دیواره‌های دوقلویی باشند. سطح تمام نمونه‌ها باید به‌صورت صاف پرداخت شود و سطوح روبه‌رویی موازی باشند. پس از آماده‌سازی، چگالی باید به‌طور دقیق اندازه‌گیری شود، زیرا این مقدار مدول‌های الاستیک کل مجموعه را اندازه‌گیری می‌کند.

### مبدل ها
مبدل‌های فراصوت در روش RUS به گونه‌ای طراحی شده‌اند که با نمونه تماس نقطه‌ای خشک برقرار کنند. این امر به دلیل نیاز به شرایط مرزی سطح آزاد برای محاسبه مدول‌های الاستیک از فرکانس‌ها است. برای تشدیدگرهای متوازی‌السطوح مستطیلی (RPR)، این روش مستلزم تماس بسیار سبک بین گوشه‌های نمونه و مبدل‌ها است. از گوشه‌ها استفاده می‌شود زیرا اتصال الاستیکی ضعیفی ایجاد می‌کنند و بارگذاری را کاهش می‌دهند، و همچنین هیچ‌گاه نقاط گره‌ای ارتعاشی نیستند. تماس به اندازه کافی ضعیف اطمینان می‌دهد که نیازی به تصحیح ناشی از مبدل نخواهد بود.

## کاربردها
به‌عنوان یک ابزار چندمنظوره برای شناسایی ویژگی‌های الاستیک مواد جامد، روش RUS در زمینه‌های مختلفی کاربرد پیدا کرده است. در علوم زمین‌شناسی، یکی از مهم‌ترین کاربردها به تعیین سرعت‌های لرزه‌ای در درون زمین مربوط می‌شود. در یک مطالعه اخیر، به‌عنوان مثال، ثابت‌های الاستیک فورسترایت هیدراته تا فشار ۱۴٫۱ گیگاپاسکال در دمای محیط اندازه‌گیری شد. این مطالعه نشان داد که مدول‌های حجمی و برشی تجمعی فورسترایت هیدراته با فشار با نرخ بیشتری نسبت به فاز خشک آن افزایش می‌یابند. این به این معنی است که در شرایط محیطی، سرعت‌های VP و VS فورسترایت هیدراته کندتر از فاز خشک آن هستند؛ در حالی که با افزایش فشار و در نتیجه عمق، سرعت‌های VP و VS فورسترایت هیدراته از فاز خشک آن پیشی می‌گیرند. علاوه بر این، هیدراسیون باعث کاهش نسبت VP/VS فورسترایت، بیشینه آنیزوتروپی از نظر جهت‌گیری موج فشاری و بیشینه تفکیک موج برشی می‌شود. این داده‌ها به ما کمک می‌کنند تا ترکیب گوشته زمین را محدود کنیم و نواحی غنی از هیدروژن را از نواحی با دمای بالا یا ذوب جزئی متمایز نماییم.